# Dąbie (gemeente in powiat Kolski)

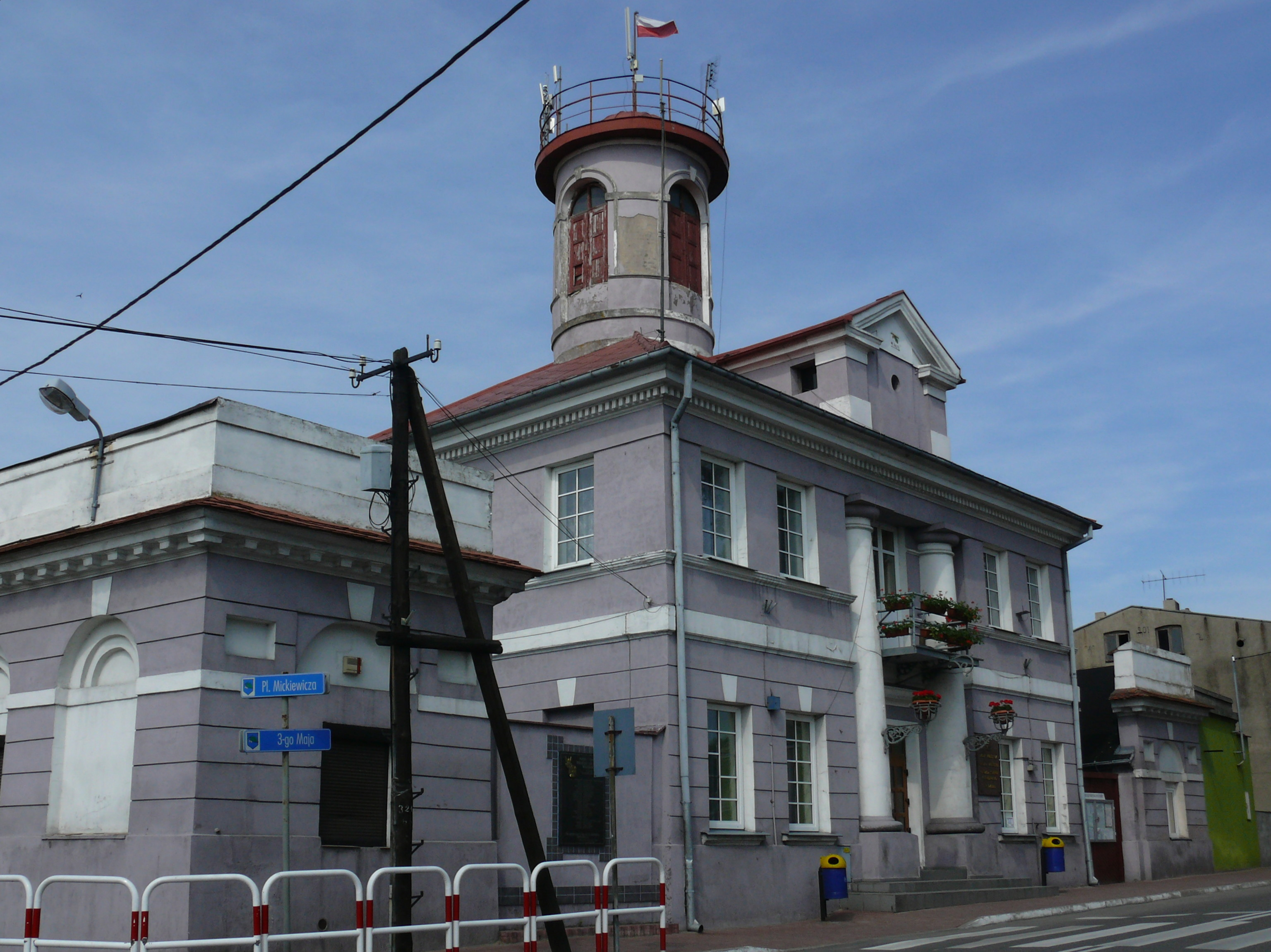
Raadhuis

De gemeente Dąbie is een stad- en landgemeente in de Poolse woiwodschap Groot-Polen, in powiat Kolski.
De zetel van de gemeente is in miasto Dąbie.
Op 30 juni 2006, telde de gemeente 6674 inwoners.

## Oppervlakte gegevens
In 2002 bedroeg de totale oppervlakte van gemeente Dąbie 130,06 km², waarvan:
- agrarisch gebied: 77%
- bossen: 13%

De gemeente beslaat 12,86% van de totale oppervlakte van de powiat.

## Demografie
Stand op 30 juni 2004:
| Omschrijving                   | Totaal | Totaal | Vrouwen | Vrouwen | Mannen | Mannen |
| ------------------------------ | ------ | ------ | ------- | ------- | ------ | ------ |
| eenheid                        | aantal | %      | aantal  | %       | aantal | %      |
| inwoners                       | 6717   | 100    | 3406    | 50,7    | 3311   | 49,3   |
| bevolkingsdichtheid (inw./km²) | 51,6   | 51,6   | 26,2    | 26,2    | 25,5   | 25,5   |

In 2002 bedroeg het gemiddelde inkomen per inwoner 1357,4 zł.

## Aangrenzende gemeenten
Brudzew, Grabów, Grzegorzew, Koło, Kościelec, Olszówka, Świnice Warckie, Uniejów